# Hexatoma (Eriocera) rupununi
Hexatoma (Eriocera) rupununi is een tweevleugelige uit de familie steltmuggen (Limoniidae). De soort komt voor in het Neotropisch gebied.